# Antoine Besançon
Pour les articles homonymes, voir Besançon (homonymie).
Antoine Besançon est un sculpteur français, né à Langres le 11 janvier 1734 et mort dans la même ville le 10 janvier 1811.

## Biographie
Antoine Besançon est né à Langres, sur la paroisse Saint-Amâtre, fils de François Besançon, maître menuisier, et de Jeanne Carillon. Sa marraine, Bernarde Page, était l'épouse de Jean-François Béchamp, un sculpteur langrois, auteur entre autres du buffet d'orgues de la cathédrale Saint-Mammès de Langres, qui guida ses premiers pas. 
À partir de 1768, il produit de nombreuses sculptures et pièces de mobilier d'églises de sa région natale.
Il épouse Barbe Renaut. Leurs deux fils, Antoine et Pierre-Marie-François, furent également sculpteurs.
Il meurt à Langres, rue Neuve-Saint-Martin (aujourd'hui rue Gambetta).

## Œuvres
- Groupes d'angelots, terre cuite, 24,5 × 40 cm[4].
- Couple d'amours au pied d'une stèle, huile sur toile et bois sculpté, 72 × 72 cm[5].
- Le Martyre de Catherine de Sienne, retable flanquée de deux anges porte-reliquaire, haut-relief en bois, église de Saint-Géosme (transept droit)[6].
- La Charité et L'Espoir, 1768, statues colossales, façade ouest de la cathédrale Saint-Mammès de Langres.
- Hommage de la France à la Vertu ou Estampe allégorique dédiée à Madame la Dauphine [c'est-à-dire Marie-Antoinette d'Autriche] par M. J. B. C., avocat en Parlement, gravée par Pierre Chenu d'après le dessin d'Antoine Besançon, 12 × 9 pouces[7],[8]. « L'Hymen couronné de roses & tenant son flambeau soutient un cartel appuyé sur un globe. Ce cartel contient différens attributs relatifs à l'heureuse alliance qui assure le bonheur de l'Europe. La Renommée sa trompette en main publie les vertus des augustes époux qui sont déjà inscrites dans le livre de mémoire On lit au bas de l'estampe ces deux vers latins : Lilia Germanae virtuti Gallia praebet, Gratum Borbonidis Austria corque gerit. »[9]
- Martyre de saint Hippolyte, 1775, retable en bas-relief, Bay-sur-Aube, église Saint Hippolyte[10].
- L’Instruction, 1778, groupe en calcaire, Langres, surmontant le porche d’entrée du collège Diderot, n° 17 place Diderot. L'allégorie est entourée de deux putti et d'éléments qui représentent la Connaissance et les Arts (globe terrestre, compas, lyre, cloche à vide…)[11].
- Niche pour la statue  de Saint Laurent, 1711, composée de volutes de grands feuillages, nuages et angelots, pots à feu, fronton, etc. Langres, square Jeanne Mance, au-dessus de la porte de la chapelle de l’ancien hôpital du chapitre (actuel hôtel des finances)[12].
- Assomption, bas-relief en bois doré, commandé par l'abbaye de Belmont en juillet 1788 et placé, au-dessus du maître-autel, le lendemain de Pâques 1789[13].
- Un bas-relief aujourd'hui très détérioré de l'aile septentrionale de l'hôtel de Breuil de Saint-Germain (aujourd'hui Maison des Lumières Denis Diderot) à Langres porte l'inscription « Besançon invenit 1770 », mais l'attribution à Antoine Besançon n'est pas sûre[14].